# Леспезь (Ясси)
Леспезь, Леспезі (рум. Lespezi) — село у повіті Ясси в Румунії. Входить до складу комуни Леспезь.
Село розташоване на відстані 328 км на північ від Бухареста, 71 км на захід від Ясс.

## Населення
За даними перепису населення 2002 року у селі проживали 922 особи. Усі жителі села рідною мовою назвали румунську.
Національний склад населення села:
| Національність   | Кількість осіб | Відсоток |
| ---------------- | -------------- | -------- |
| румуни           | 802            | 87,0%    |
| росіяни-липовани | 120            | 13,0%    |